# Jatropha
A jatrofa (Jatropha) é um género botânico pertencente à família Euphorbiaceae, que inclui também a mamona.
Plantas distribuidas na África, América do Norte e Caribe.

## Sinonímia
| - Adenorhopium Rchb. - Adenoropium Pohl - Castiglionia Ruiz & Pav. - Collenucia Chiov. - Curcas Adans. | - Jatropa Scop., var. ortográfica - Loureira Cav. - Mesandrinia Raf. - Mesandrinia Ortega - Zimapania Engl. & Pax |

### Principais espécies
O gênero é composto por 488 espécies. As principais são:
| - Jatropha aconitifolia - Jatropha cuneata - Jatropha curcas - Jatropha gossypiifolia | - Jatropha integerrima - Jatropha multifida - Jatropha podagrica - Jatropha phyllacantha |

### Lista completas das espécies
| - Jatropha acerifolia - Jatropha aceroides - Jatropha aconitifolia - Jatropha aconitifolius - Jatropha acrandra - Jatropha aculeata - Jatropha aculeatissima - Jatropha acuminata - Jatropha adenophila - Jatropha afrocurcas - Jatropha afrotuberosa - Jatropha aipi - Jatropha alamani - Jatropha albomaculata - Jatropha andrieuxii - Jatropha angustidens - Jatropha angustifolia - Jatropha anomala - Jatropha anti-siphilitica - Jatropha appendiculata - Jatropha arborea - Jatropha arcuata - Jatropha arguta - Jatropha arizonica - Jatropha aesculifolia - Jatropha aspleniifolia - Jatropha atacorensis - Jatropha aethiopica - Jatropha augusti - Jatropha australis - Jatropha baiana - Jatropha bartlettii - Jatropha basiacantha - Jatropha batawe - Jatropha baumii - Jatropha bellatrix - Jatropha berlandieri - Jatropha berterii - Jatropha bornmulleri - Jatropha bornmuelleri - Jatropha botswanica - Jatropha brachyadenia - Jatropha brachypoda - Jatropha breviloba - Jatropha brockmanii - Jatropha bullockii - Jatropha cajaniformis - Jatropha calyculata - Jatropha campanulata - Jatropha campestris - Jatropha canescens - Jatropha capensis - Jatropha cardiophylla - Jatropha caricaefolia - Jatropha carpinifolia - Jatropha carthagenensis - Jatropha carthaginensis - Jatropha cathartica - Jatropha catingae - Jatropha cecropiaefolia - Jatropha cercidiphylla - Jatropha cervicornis - Jatropha chacoana - Jatropha chamelensis - Jatropha chevalieri - Jatropha ciliata - Jatropha cinerea - Jatropha clavuligera - Jatropha cleomaefolia - Jatropha cluytioides - Jatropha coccinea - Jatropha collina - Jatropha condor - Jatropha confusa - Jatropha contrerasii - Jatropha conzattii - Jatropha cordata - Jatropha cordifolia - Jatropha coerulea - Jatropha coerulescens - Jatropha costaricensis - Jatropha crinita - Jatropha crotolariaeformis - Jatropha cuneata - Jatropha cuneifolia - Jatropha curcas - Jatropha dalechampiaeformis - Jatropha decipiens - Jatropha decumbens - Jatropha dehganii - Jatropha deutziiflora - Jatropha dhofarica - Jatropha diacantha - Jatropha dichtar - Jatropha diffusa - Jatropha digitiformis - Jatropha dioica - Jatropha dissecta - Jatropha divaricata - Jatropha divergens - Jatropha diversifolia - Jatropha dulcis - Jatropha edulis - Jatropha eglandulosa - Jatropha elastica - Jatropha elbae - Jatropha elegans - Jatropha ellenbeckii - Jatropha elliptica - Jatropha erythropoda - Jatropha euarguta - Jatropha excisa - Jatropha fallax - Jatropha ferox - Jatropha fischeri - Jatropha fissispina - Jatropha flabellifolia - Jatropha flavovirens - Jatropha foetida - Jatropha fragrans - Jatropha foetida - Jatropha fragrans - Jatropha fremontioides - Jatropha froesii - Jatropha frutescens - Jatropha gallabatensis - Jatropha galvanii - Jatropha gaumeri - Jatropha giffordiana - Jatropha glabrescens - Jatropha glandulifera - Jatropha glandulosa - Jatropha glauca - Jatropha glaucovirens - Jatropha globosa | - Jatropha gossipifolia - Jatropha gossypifolia - Jatropha gracilis - Jatropha grandifrons - Jatropha grossidentata - Jatropha guaranitica - Jatropha hamosa - Jatropha harmsiana - Jatropha hassleriana - Jatropha hastata - Jatropha herbacea - Jatropha hernandiaefolia - Jatropha heterophylla - Jatropha heudelotii - Jatropha heynei - Jatropha hieronymi - Jatropha hildebrandtii - Jatropha hintonii - Jatropha hippocastanifolia - Jatropha hirsuta - Jatropha hoffmanniae - Jatropha horrida - Jatropha horizontalis - Jatropha humboldtiana - Jatropha humifusa - Jatropha humilis - Jatropha hypogyna - Jatropha hypoleuca - Jatropha inaequispina - Jatropha induta - Jatropha inermiflora - Jatropha integerrima - Jatropha intercedens - Jatropha intermedia - Jatropha isabelli - Jatropha jacquini - Jatropha jaenensis - Jatropha janipha - Jatropha jurgenseni - Jatropha kamerunica - Jatropha katharinae - Jatropha kilimandscharica - Jatropha krusei - Jatropha kunthiana - Jatropha lacerti - Jatropha laciniosa - Jatropha lagarinthoides - Jatropha lanciniosa - Jatropha latifolia - Jatropha leuconeura - Jatropha liebmanni - Jatropha loasoides - Jatropha lobata - Jatropha lofgrenii - Jatropha loefgrenii - Jatropha loeflingii - Jatropha longepedunculata - Jatropha longepetiolata - Jatropha longipedunculata - Jatropha longipes - Jatropha loristipula - Jatropha loureirii - Jatropha luxurians - Jatropha macrantha - Jatropha macrocarpa - Jatropha macrophylla - Jatropha macrorhiza - Jatropha maculata - Jatropha mahafalensis - Jatropha mahafaliensis - Jatropha maheshwarii - Jatropha malacophylla - Jatropha malmeana - Jatropha manihot - Jatropha maracayensis - Jatropha marginata - Jatropha martinezii - Jatropha martiusii - Jatropha matacensis - Jatropha mcvaughii - Jatropha melanosperma - Jatropha messinica - Jatropha microdonta - Jatropha minor - Jatropha mitis - Jatropha mollis - Jatropha mollissima - Jatropha moluccana - Jatropha moluensis - Jatropha monroi - Jatropha montana - Jatropha moranii - Jatropha multifida - Jatropha multiflora - Jatropha multiloba - Jatropha mutabilis - Jatropha nana - Jatropha napaeifolia - Jatropha natalensis - Jatropha neglecta - Jatropha neopauciflora - Jatropha neriifolia - Jatropha nogalensis - Jatropha nudicaulis - Jatropha oaxacana - Jatropha obbiadensis - Jatropha oblanceolata - Jatropha obtusifolia - Jatropha octandra - Jatropha officinalis - Jatropha oligandra - Jatropha olivacea - Jatropha opifera - Jatropha orangeana - Jatropha orbicularis - Jatropha ortegae - Jatropha osteocarpa - Jatropha pachypoda - Jatropha pachyrrhiza - Jatropha palmata - Jatropha palmatifida - Jatropha palmatifolia - Jatropha palmeri - Jatropha palustris - Jatropha panduraefolia - Jatropha pandurifolia - Jatropha paniculata - Jatropha papaya - Jatropha papyrifera - Jatropha paradoxa - Jatropha paraguayensis - Jatropha parvifolia - Jatropha pauciflora - Jatropha paucistaminea - Jatropha paviaefolia - Jatropha podagrica | - Jatropha paxii - Jatropha pedatipartita - Jatropha pedersenii - Jatropha peiranoi - Jatropha pelargoniifolia - Jatropha peltata - Jatropha pentaphylla - Jatropha pereziae - Jatropha peruviana - Jatropha phillipseae - Jatropha phyllacantha - Jatropha pilosa - Jatropha platanifolia - Jatropha platyandra - Jatropha platyphylla - Jatropha podagrica - Jatropha pohliana - Jatropha polyantha - Jatropha porrecta - Jatropha portoricensis - Jatropha pringlei - Jatropha pronifolia - Jatropha pruinosa - Jatropha prunifolia - Jatropha pseudo - Jatropha pseudoglandulifera - Jatropha pubescens - Jatropha puncticulata - Jatropha pungens - Jatropha purpurea - Jatropha purpureo - Jatropha pusilla - Jatropha pyrophora - Jatropha quinquefolia - Jatropha quinqueformis - Jatropha quinqueloba - Jatropha quinquelobata - Jatropha rangel - Jatropha regina - Jatropha reniformis - Jatropha ribifolia - Jatropha ricinifolia - Jatropha rigidifolia - Jatropha riojae - Jatropha rivae - Jatropha robecchii - Jatropha robertii - Jatropha rosea - Jatropha rotundifolia - Jatropha rufescens - Jatropha rumicifolia - Jatropha rzedowskii - Jatropha sabdariffa - Jatropha sagittato - Jatropha salicifolia - Jatropha scaposa - Jatropha schlechteri - Jatropha schweinfurthii - Jatropha seineri - Jatropha sellowiana - Jatropha serrulata - Jatropha setifera - Jatropha silvestris - Jatropha simayuca - Jatropha sinuata - Jatropha somalensis - Jatropha sparsifolia - Jatropha spathulata - Jatropha spicata - Jatropha spinosa - Jatropha spinosissima - Jatropha standleyi - Jatropha staphysagrifolia - Jatropha stephani - Jatropha stevensii - Jatropha stigmatosa - Jatropha stimulosa - Jatropha stipulata - Jatropha stipulosa - Jatropha stuhlmannii - Jatropha subaequiloba - Jatropha subintegra - Jatropha sylvestris - Jatropha sympetala - Jatropha tacumbensis - Jatropha tanjorensis - Jatropha tehuantepecana - Jatropha tenerrima - Jatropha tenuicaulis - Jatropha tenuifolia - Jatropha tepiquensis - Jatropha tetracantha - Jatropha texana - Jatropha thyrsantha - Jatropha tlalcozotitlanensis - Jatropha tomentella - Jatropha tomentosa - Jatropha transiens - Jatropha trifida - Jatropha triloba - Jatropha tripartita - Jatropha triphylla - Jatropha tropaeolifolia - Jatropha tuberosa - Jatropha tubulosa - Jatropha tupifolia - Jatropha ulei - Jatropha uncinulata - Jatropha unicostata - Jatropha urens - Jatropha urnigera - Jatropha variabilis - Jatropha varians - Jatropha variegata - Jatropha variifolia - Jatropha velutina - Jatropha vernicosa - Jatropha villosa - Jatropha viminea - Jatropha violacea - Jatropha vitifolia - Jatropha weberbaueri - Jatropha websteri - Jatropha weddeliana - Jatropha wightiana - Jatropha woodii - Jatropha yucatanensis - Jatropha zeyheri |

## Classificação do gênero
| Sistema | Classificação                      | Referência               |
| ------- | ---------------------------------- | ------------------------ |
| Linné   | Classe Monoecia, ordem Monadelphia | Species plantarum (1753) |